# Эпо-Безю
Эпо́-Безю́ (фр. Épaux-Bézu) — коммуна во Франции, находится в регионе Пикардия. Департамент коммуны — Эна. Входит в состав кантона Шато-Тьерри. Округ коммуны — Шато-Тьерри.
Код INSEE коммуны — 02279.

## Население
Население коммуны на 2010 год составляло 588 человек.
| 1962 | 1968 | 1975 | 1982 | 1990 | 1999 | 2010 |
| ---- | ---- | ---- | ---- | ---- | ---- | ---- |
| 333  | 316  | 276  | 334  | 433  | 534  | 588  |

## Экономика
В 2010 году среди 395 человек трудоспособного возраста (15—64 лет) 297 были экономически активными, 98 — неактивными (показатель активности — 75,2 %, в 1999 году было 77,8 %). Из 297 активных жителей работали 265 человек (144 мужчины и 121 женщина), безработных было 32 (13 мужчин и 19 женщин). Среди 98 неактивных 31 человек были учениками или студентами, 37 — пенсионерами, 30 были неактивными по другим причинам.